# هاري وتونتو (فلم)
هاري وتونتو (بالإنجليزية: Harry and Tonto) هو فيلم دراما تم إنتاجه في الولايات المتحدة وصدر في سنة 1974.

## طاقم التمثيل
- آرت كارني
- إلين بورستين

### ترشيحات وجوائز
| السنة | الحدث                                     | الفئة                               | النتيجة |
| ----- | ----------------------------------------- | ----------------------------------- | ------- |
| 1974  | حفل توزيع جوائز الأوسكار السابع والأربعون | جائزة الأوسكار لأفضل ممثل آرت كارني | فوز     |

## الميزانية والإيرادات
بلغت تكلفة إنتاج الفيلم حوالي 980,000 دولار بينما حقق أرباحا تقدر بـ 4.6 مليون دولار (rentals).

## وصلات خارجية
- مقالات تستعمل روابط فنية بلا صلة مع ويكي بيانات